# Vi i femman
Vi i femman är ett svenskt frågesportprogram som sänds i Sveriges Radio P4 och tidigare i SVT/ SVT Barn. I programmet tävlar femteklasser mot varandra.
Programmet sändes första gången i Sveriges Radio 1963 och i Sveriges Television 1970.

## Om tävlingen
Alla femteklasser i Sverige kan deltaga i uttagstestet som sänds på Vi i femmans hemsida. Åtta klasser från varje P4-område (som i huvudsak, men inte helt, består av Sveriges gamla länsindelning) möts sedan i Sveriges Radios 25 lokala P4-kanaler under två intensiva veckors tävlande i mars. De tre bästa lokal final-vinnarna får därefter tävla i Riksfinalen som sänds i Sveriges Radio P4. 
Den välbekanta signaturmelodin är "A Swingin' Safari" komponerad av Bert Kaempfert. Samma signaturmelodi användes även i programmet Match Game som visades på TV i USA. 1974 förnyade programmets pianist och kapellmästare Janne Lucas signaturmelodin, men den bygger fortfarande på originalet.
Åtminstone under delar av tävlingens historia har det utöver kravet på att gå i femte klass funnits en åldersregel om att den tävlande måste fylla 11 år under det år han eller hon börjar i femte klass. Detta framkom under säsongen 1995–1996, då en deltagare i Uppsala län diskvalificerades sedan han var ett år yngre än sina klasskamrater. Däremot förklarade tävlingsledningen i Karlstad att även underåriga elever räknades in i den första kvalificering som avgjorde vilka klasser som gick till de radiosända matcherna. Tävlingsledningen uppgav även till medierna att denna åldersregel skulle strykas från 1996–1997.
TV-sändningarna av Vi i femman brukar "genomsyras av lite allvar och mycket skoj". Frågorna och deltagarnas kunskaper speglar det svenska samhället, vilket debatterats på kultursidorna.

## Historik

### 1960-talet
1963 beslutade dåvarande underhållningschef på radion Ulf Peder Olrog att göra en frågesporttävling för skolelever i årskurs 5. Radioproducenten Bengt Eric Nordell hittade på titeln Vi i femman. Programledare var Berndt Friberg och tillsammans med domaren Lennart Edberg skapades ett mycket uppskattat radioprogram.

### 1970-talet
1970 blev Vi i femman även ett TV-program som sändes från Stockholm de tre första åren varefter produktionen flyttades till Göteborg. 1970 vann Håkan Dunder, Jan Månsson och Göran Björklund från Västra skolan i Hallsberg. 1972 vann Johan Tysk, Eva Lanner och Johan Miller från Östra skolan i Falun.

### 1980-talet
Fram till 1984 sändes alla programmen direkt. Därefter har de alltid varit bandade förutom finalen, som av tradition oftast var  direktsänd från stora scenen på Liseberg i Göteborg. Janne Lucas Persson spelade piano. Efter en svår sjukdom fick Berndt Friberg lämna programmet 1985. Därefter följde olika programledarkonstellationer, med bland andra domaren Lennart Edberg som programledare. Ellinor Persson och Jan Trolin har också varit programledare. Det har även varit säsonger med bandade finalprogram.

### 1990-talet
Efter säsongen 1992 blev Bengt Alsterlind programledare i TV och Vi i femman flyttades till Karlstad. 1997 lämnade Lennart Edberg programmet efter att ha varit domare sedan 1964. 1998-2000 var Sofie Ribbing domare.

### 2000-talet
2001–2003 var Victoria Dyring programledare och Jonas Hallberg domare.
2004 var Pekka Heino programledare och Anna Hedenmo domare.
2005–2006 var Mark Levengood programledare och 2006 var Malin Baryard-Johnsson domare.
2006 vann Östra Skolan från Nyköping. Södermanlands Nyheter avslöjade, innan finalen sändes i TV, att skolan hade vunnit (Södermanlands nyheter, 20 maj 2006). 2005–2006 producerades Vi i femman av Prisma i Värmekyrkan i Norrköping.
2007 flyttades programmet tillbaka till en studio. 2007 vann Holmedals skola i Årjäng. Programledare var Maja Härngren.
Nytt för 2008 var att varje klass åter representeras av två elever mot tidigare tre. Laget hade också en möjlighet att vid vissa frågor ta hjälp av andra elever i klassen. Programledare för 2008 års TV-sändningar var Nassim Al Fakir och Mela Tesfazion. Vinnare 2008 blev slutligen Fridhemsskolan i Gävle.
2009 var Nassim Al Fakir programledare och Gunilla Hammar Säfström domare. 2009 var det 12 klasser som tävlade i TV: Bygdeå skola i Bygdeå, Nibbleskolan i Köping, Järnåkraskolan i Lund, Nytorpsskolan i Salem, Alsterbro skola i Alsterbro, Västanbyns skola i Sandviken, Bergsnässkolan i Avesta, Bukärrsskolan i Särö, Strängnäs Montessoriskola, Västangårds skola i Umeå, Simrislundsskolan i Simrishamn och Pilbäckskolan i Växjö. Vinnare av Vi i femman 2009 var Simrislundsskolan.

### 2010-talet
2010 tog Sveriges Radio en allt större roll i tävlingen. Förutom att, som tidigare, sända de lokala grundomgångarna så sändes även kvartsfinalerna och semifinalerna i slutspelet. Programledare i semifinalerna i radio var Kim Ohlsson. 
Finalen sändes i SVT B och programledare var Jakob Setterberg. Domare i både radio och TV var Klara Zimmergren. I finalen 2010 vann Vilans skola, Nacka i en andra chans.
I finalen 2011 vann Hovåsskolan från Göteborg över Sandviksskolan från Karlskoga. Programledare var Anders Johansson och domare Anna Charlotta Gunnarson
2012 segrade Östtegs skola från Umeå när de mötte Ransbergs skola från Tibro. Programmen sändes i P4 och SVT B. Programledare var Kim Ohlsson och domare Sara Bäckmo.
Jubileumssäsongen 2013 startade med uttagningen den 8 november 2012 och avslutades med den kombinerade semifinalen/finalen i SVT Barnkanalen den 12 april 2013. Programledare var Kim Ohlsson och domare Annika Lantz. Segrande klassen kom från Ljungskileskolan i Ljungskile.
2014 vann Hedda Roswall och Otto Åberg från Norrbackaskolan i Visby. Programledare var Kim Ohlsson och domare Anne Lundberg.
2015 vann Montessoriskolan Regnbågen från Kalmar. Programledare var Kim Ohlsson.

### Vinnande lag
| År   | Skola                              | Deltagare                                                                                         |
| ---- | ---------------------------------- | ------------------------------------------------------------------------------------------------- |
| 1963 | Geijerskolan, Malmö                | Anita Dahlqvist, Dag Hermelin, Helena Werner                                                      |
| 1965 | Linnéskolan klass 5e, Eksjö        | Lars-Erik Brandt, Lennart Swärdh, Conny Andersson/Hård                                            |
| 1966 | Morgongåva skola, Morgongåva       | Anders Franzen Jorma Paloosari Kenneth Larsson                                                    |
| 1967 | Skepparbackskolan, Västerås        | Tomas Narving, Anders Andersson, Tomas Löckert                                                    |
| 1968 | Borstahusskolan, Landskrona        | Christian Krüger Sörensen, Johan Aspegren och Kathrine Mansfield                                  |
| 1970 | Västra skolan, Hallsberg           | Håkan Dunder, Jan Månsson och Göran Björklund                                                     |
| 1972 | Östra skolan, Falun                | Johan Miller, Johan Tysk, Eva Lanner.                                                             |
| 1973 | Mariaskolan, Stockholm             | Helena Ahlberg, Torgny Göransson, Stefan Wastegård (f.d. Carlsson)                                |
| 1974 | Örsundsbroskolan, Örsundsbro       | Kenneth Möller, Johan Stark, Ann Lövgren                                                          |
| 1975 | Rävåsskolan, Karlskoga             |                                                                                                   |
| 1978 | Kvarnsvedens skola, Borlänge       | Birgitta Eriksson, Marie-Louise Bergkvist, Morgan Gustavsson                                      |
| 1979 | Härads skola, Strängnäs            | Anders Danielsson, Mats Lindqvist, Jonas Thunborg                                                 |
| 1982 | Gäddgårdsskolan 5D Arboga          | Erik Österlin, Peder Pedersson, Peter Udd                                                         |
| 1983 | 5A Snöstorpsskolan, Halmstad       | Patrik Björkengren, Carl-Magnus Brodén, Joakim Rosén                                              |
| 1984 | Kulltorpsskolan, Kristianstad      | Anders Thell, Peter Neovius och Jesper Olsson                                                     |
| 1988 | Per Olsskolan, Fagersta            | Alexandra Knezevic, Kristina Nylund och Åsa Åberg                                                 |
| 1992 | Kanalskolan Laxå                   | Daniel Erlandsson, Magnus Andersson, Torgny Åkerstedt, David Tverling, lärarinna: Gunnel Sjöstedt |
| 1993 | Mörrums skola, Mörrum              | Andreas Svensson, Daniel Johansson och Cecilia Svensson                                           |
| 1994 | Rönnowskolan, Åhus                 | André Erdling, AnnaCarin Andersson, Henrik Roos                                                   |
| 1995 | Långserudsskola Säffle             | Emma Gauffin, Martin Jonsson, AnnaMaria Andersson                                                 |
| 1996 | Lundbyskolan, Eskilstuna           | Rikard Emanuelsson, Martin Jansson och Erik Noppa                                                 |
| 1997 | Källskolan Norberg                 | Nils Lenngren, Hanna Pettersson Jonas B Laurila                                                   |
| 1998 | Järnåkraskolan, Lund               | Sebastian Thesleff, Alexander Thesleff och Tomas Bejersten                                        |
| 2000 | Laröds skola, Helsingborg          | Emmy Slinge och Marcus Falk                                                                       |
| 2001 | Dal Jerkskolan, Rättvik            | Ellen Evbjer och Victor Aldegren                                                                  |
| 2002 | Toltorpsskolan, Mölndal            | Anne Åberg och Gustav Forsell                                                                     |
| 2003 | Furuparksskolan, Luleå             | Julia Lundström och Nils Gjörup                                                                   |
| 2004 | Fryxellska skolan, Västerås        | Filippa Lundberg och Petter Gage                                                                  |
| 2005 | Domarringens skola, Uppsala        | Ebba Hårsmar, Gustav Viberg och Tove Smedsjö                                                      |
| 2006 | Östra skolan, Nyköping             | Joakim Holmström Zenk, Thor Hallberg och Irma Alisic                                              |
| 2007 | Holmedals skola, Årjäng            | Otto Sjödin, Jacobo Besselsen och Lovisa Andersson                                                |
| 2008 | Fridhemsskolan, Gävle              | Richard Leijon och Fredrika Andersson                                                             |
| 2009 | Simrislundsskolan, Simrishamn      | Lina Persson och Hugo Solding                                                                     |
| 2010 | Vilan skola, Nacka                 | Kevin Dodman och Jessica Holmberg Pierre                                                          |
| 2011 | Hovåsskolan, Göteborg              | Olivia Dalén och Vilhelm Östergren.                                                               |
| 2012 | Östtegs skola, Umeå                | Sara Isaksson och Ludvig Wiechel                                                                  |
| 2013 | Ljungskileskolan, Ljungskile       | Agnes Westberg och Jacob Grimbrandt                                                               |
| 2014 | Norrbackaskolan, Visby             | Otto Åberg och Hedda Roswall                                                                      |
| 2015 | Montessoriskolan Regnbågen, Kalmar | Lukas Hellström och Malva Jönsson                                                                 |
| 2016 | Sävar skola, Sävar                 | David Mörling och Klara Magnusson                                                                 |
| 2017 | Ankarsviks skola, Ankarsvik        | Elma Fridell och Oskar Holmlund                                                                   |
| 2018 | Engelska skolan, Sundsvall         | Alva Eliasson och Eilif Kamel Hargaut                                                             |
| 2019 | Enskede skola, Stockholm           | Hanna Wetterqvist och Valdemar Holmqvist                                                          |
| 2020 | Enskede skola, Stockholm           | Vera Mogensen och Otto Algell                                                                     |
| 2021 | Lillåns skola, Örebro              | Viktor Berg och Margit Klintenberg                                                                |
| 2022 | Måsöskolan, Haninge                | Noah Adayson och Ida Abbas Abdi                                                                   |
| 2023 | Borrby skola, Simrishamn           | Vidde Åkesson och Wilhelm Montan                                                                  |